# Gusinje
Gusinje (en bosnien : Gusinje; en serbe cyrillique : Гусиње ; en albanais : Gucia) est une ville du nord-est du Monténégro, dans la municipalité de Plav.

## Démographie

### Évolution historique de la population
| 1948  | 1953  | 1961  | 1971  | 1981  | 1991  | 2003  |
| ----- | ----- | ----- | ----- | ----- | ----- | ----- |
| 2 402 | 2 555 | 2 756 | 2 695 | 2 625 | 2 472 | 1 704 |